# Joan de Grau i Ribó

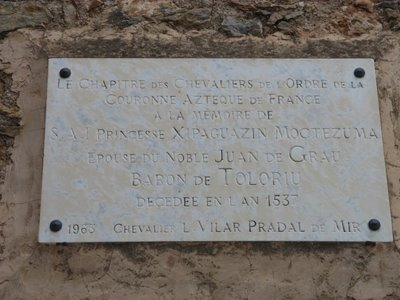
Placa a Xipaguazin Moctezuma y Juan de Grau en la iglesia de Toloriu.

Joan de Grau i Ribó (también conocido como Juan de Grau y Ribó) fue un noble catalán barón de Toloríu, en el actual término municipal de El Pont de Bar (Provincia de Lérida, Cataluña, España). Fue uno de los primeros conquistadores que llegó a Tenochtitlán junto a Hernán Cortés y, según una leyenda local de Toloriu, se casó con una de las hijas de Moctezuma de nombre Chipaguazín.

## Genealogía de los Grau
La saga de los Grau (inicialmente escrito Guerau) tiene su origen en el Rosellón. Guillem de Guerau era el señor de la casa en Borguja por los años 1190 y se casó con Joana de Queralt, matrimonio cuyos hijos, Guillem , Martí y Bernat, fueron a la conquista de Valencia a las órdenes del conde de Barcelona Jacme I (Jaime I) entre los años 1232 y 1238. 
Cinco generaciones de los Grau más tarde, Joan Pere de Guerau participó desde 1336 en la reconquista de Valencia para el rey Pedro IV de Aragón el Ceremonioso. En agradecimiento recibió el castillo de Tahus (al suroeste de Seo de Urgel sobre el río Talarn), tal como señala un pergamino custodiado en el archivo de la Corona de Aragón.

## La aventura Mexicana
Otras cinco generaciones más tarde, el heredero Joan de Grau, barón de Toloríu, supuestamente participó en la conquista de México como capitán de las fuerzas de Fernando II de Aragón, bajo el mando de Hernán Cortés. Esta versión carece de documentación original. Según esta versión, conforme a lo que era frecuente entre los conquistadores de la época, Joan se habría casado o convivido con Chipaguazin Moctezuma, hija del emperador que al cristianizarse tomó el nombre de María.[cita requerida]
María Xipahuatzin Moctezuma y Joan de Grau habrían habitado el castillo de Toloríu y en la casa Vima, una casa de campo cercana al antiguo camino de Quer Foradat a Martinet, pasando por Béixec, y donde supuestamente está enterrado un fabuloso tesoro de Moctezuma supuestamente traído de México por la familia y que ha dado lugar a un sinfín de especulaciones. Hay dudas sobre la naturaleza de su relación, pues según consta oficialmente María murió soltera en Toloriu el 10 de enero de 1537. Xipahuatzin y Joan tuvieron un hijo: Joan Pere de Grau-Moctezuma, barón de Toloriu, bautizado el 17 de mayo de 1536 en la parroquia de Sant Jaume de Toloríu.

## Los descendientes de Grau y Moctezuma
Joan Pere reclamó los títulos, tierras y bienes de su abuelo, pero la contrapartida exigida fue siempre la renuncia a sus derechos de la corona de México, por lo cual permaneció en el castillo de Toloríu con sus partidarios y algún indio que acompañó a su madre en la nueva vida en Cataluña. Joan Pere se casó con Clara de Albors, natural de San Pedro de Les delante del Notario Real de Seo de Urgel, Bartolomé Aragall, el 26 de enero de 1563. El hijo de estos, Antoni Joan Jaume de Grau-Moctezuma, barón de Toloriu (bautizado en la parroquia de San Jaime de Toloríu el 21 de septiembre de 1570) se casó con una prima suya María de Grau, con la que tuvo tres hijos. Uno de estos, Jaume, se unió con los Grau de Aragón, conocidos como Gállego-Grau.

## Falsificación histórica
La leyenda del tesoro de Moctezuma, en esta versión catalana, ha dado lugar a recurrentes reivindicaciones de derechos de herencia que han llegado hasta nuestros días. De hecho, la primera de las estafas relacionadas con esta versión, en los años 50 del siglo XX, demostró que la propia existencia del matrimonio Grau-Moctezuma fue una invención un tal Guillem Grau y Rifá (o Rifé) que, fabricando documentación falsa, estafó a varias personas después de autoproclamarse Majestad Imperial y Real Príncipe Guillermo III de Grau-Moctezuma.